# 洪灿根
洪灿根是德国莱茵兰-普法尔茨州的一个市镇。总面积7.63平方公里，总人口2054人，其中男性1012人，女性1042人（2011年12月31日），人口密度269人/平方公里。